# Sigmund Sternberg
Sir Sigmund Sternberg (2. června 1921 Budapešť – 18. října 2016 Londýn) byl britský podnikatel, filantrop a podporovatel mezináboženského dialogu. Pocházel ze židovské rodiny z Budapešti, odešel do Británie roku 1939 a britské občanství získal roku 1947. K jeho úspěchům patří podpora přesunu katolického kláštera v Osvětimi na jiné místo, aby nerušil židovské truchlící, dále dojednání první papežské návštěvy synagogy v roce 1986 a uznání Státu Izrael ze strany Vatikánu. Roku 1968 založil nadaci Sternberg Foundation. Roku 1976 byl povýšen do šlechtického stavu a roku 1998 vyznamenán Templetonovou cenou.